# UCI-Cyclocross-Weltcup 2009/10
Beim UCI-Cyclocross-Weltcup 2009/10 wurden von Oktober 2009 bis Januar 2010 durch die Union Cycliste Internationale Weltcup-Sieger im Cyclocross ermittelt. 

## Elite

### Frauen
| Rnd | Datum             | Ort            | Erste                | Zweite               | Dritte                   |
| --- | ----------------- | -------------- | -------------------- | -------------------- | ------------------------ |
| 1   | 4. Oktober 2009   | Treviso        | Katherine Compton    | Daphny van den Brand | Christel Ferrier-Bruneau |
| 2   | 8. November 2009  | Nommay         | Katherine Compton    | Marianne Vos         | Sanne van Paassen        |
| 3   | 28. November 2009 | Koksijde       | Marianne Vos         | Daphny van den Brand | Katherine Compton        |
| 4   | 20. Dezember 2009 | Kalmthout      | Daphny van den Brand | Marianne Vos         | Katherine Compton        |
| 5   | 26. Dezember 2009 | Heusden-Zolder | Marianne Vos         | Katherine Compton    | Daphny van den Brand     |
| 6   | 17. Januar 2010   | Roubaix        | Kateřina Nash        | Hanka Kupfernagel    | Marianne Vos             |
| 7   | 24. Januar 2010   | Hoogerheide    | Marianne Vos         | Sanne van Paassen    | Daphny van den Brand     |

Gesamtwertung
| Platz | Name                     | Punkte |
| ----- | ------------------------ | ------ |
| 1     | Daphny van den Brand     | 330    |
| 2     | Marianne Vos             | 325    |
| 3     | Sanne van Paassen        | 268    |
| 4     | Katherine Compton        | 260    |
| 5     | Hanka Kupfernagel        | 235    |
| 6     | Christel Ferrier-Bruneau | 203    |

### Männer
| Rnd | Datum             | Ort            | Erster        | Zweiter          | Dritter          |
| --- | ----------------- | -------------- | ------------- | ---------------- | ---------------- |
| 1   | 4. Oktober 2009   | Treviso        | Niels Albert  | Zdeněk Štybar    | Klaas Vantornout |
| 2   | 18. Oktober 2009  | Plzeň          | Niels Albert  | Sven Nys         | Zdeněk Štybar    |
| 3   | 8. November 2009  | Nommay         | Niels Albert  | Zdeněk Štybar    | Sven Nys         |
| 4   | 28. November 2009 | Koksijde       | Zdeněk Štybar | Sven Nys         | Klaas Vantornout |
| 5   | 6. Dezember 2009  | Yurre          | Zdeněk Štybar | Niels Albert     | Sven Nys         |
| 6   | 20. Dezember 2009 | Kalmthout      | Sven Nys      | Zdeněk Štybar    | Niels Albert     |
| 7   | 26. Dezember 2009 | Heusden-Zolder | Kevin Pauwels | Niels Albert     | Sven Nys         |
| 8   | 17. Januar 2010   | Roubaix        | Zdeněk Štybar | Klaas Vantornout | Sven Nys         |
| 9   | 24. Januar 2010   | Hoogerheide    | Niels Albert  | Zdeněk Štybar    | Kevin Pauwels    |

Gesamtwertung
| Platz | Name             | Punkte |
| ----- | ---------------- | ------ |
| 1     | Zdeněk Štybar    | 635    |
| 2     | Niels Albert     | 631    |
| 3     | Sven Nys         | 535    |
| 4     | Klaas Vantornout | 517    |
| 5     | Kevin Pauwels    | 440    |
| 6     | Gerben de Knegt  | 428    |

## U23

### Männer
| Rnd | Datum             | Ort            | Erster             | Zweiter        | Dritter            |
| --- | ----------------- | -------------- | ------------------ | -------------- | ------------------ |
| 1   | 4. Oktober 2009   | Treviso        | Róbert Gavenda     | Lubomír Petruš | Cristian Cominelli |
| 2   | 28. November 2009 | Koksijde       | Jim Aernouts       | Tom Meeusen    | Arnaud Jouffroy    |
| 3   | 26. Dezember 2009 | Heusden-Zolder | Tom Meeusen        | Elia Silvestri | Tijmen Eising      |
| 4   | 17. Januar 2010   | Roubaix        | Tom Meeusen        | Róbert Gavenda | Tijmen Eising      |
| 5   | 24. Januar 2010   | Hoogerheide    | Kacper Szczepaniak | Tom Meeusen    | Arnaud Jouffroy    |

Gesamtwertung
| Platz | Name              | Punkte |
| ----- | ----------------- | ------ |
| 1     | Tom Meeusen       | 250    |
| 2     | Róbert Gavenda    | 180    |
| 3     | Arnaud Jouffroy   | 164    |
| 4     | Tijmen Eising     | 162    |
| 5     | Paweł Szczepaniak | 131    |

## Junioren

### Männer
| Rnd | Datum             | Ort            | Erster             | Zweiter                 | Dritter            |
| --- | ----------------- | -------------- | ------------------ | ----------------------- | ------------------ |
| 1   | 4. Oktober 2009   | Treviso        | Émilien Viennet    | Gert-Jan Bosman         | Matej Lasak        |
| 2   | 28. November 2009 | Koksijde       | Gert-Jan Bosman    | Michiel van der Heijden | David van der Poel |
| 3   | 26. Dezember 2009 | Heusden-Zolder | Julian Alaphilippe | David van der Poel      | Mike Teunissen     |
| 4   | 17. Januar 2010   | Roubaix        | David van der Poel | Émilien Viennet         | Gert-Jan Bosman    |
| 5   | 24. Januar 2010   | Hoogerheide    | David van der Poel | Danny van Poppel        | Julian Alaphilippe |

Gesamtwertung
| Platz | Name                    | Punkte |
| ----- | ----------------------- | ------ |
| 1     | David van der Poel      | 232    |
| 2     | Gert-Jan Bosman         | 207    |
| 3     | Jens Vandekinderen      | 165    |
| 4     | Michiel van der Heijden | 154    |
| 5     | Émilien Viennet         | 146    |